# Eridu
Eridu (en arabe : ʾirīdū, إريدو) est une ancienne ville antique de Mésopotamie, située au Sud du pays de Sumer (actuel Sud de l'Irak). Ses ruines se trouvent sur plusieurs tells dispersés sur une vaste zone, à une vingtaine de kilomètres au sud-ouest d’Ur, le site principal étant Abu Shahrain (en arabe : tall ʾabū šahrayn, تل أبو شهرين).

## Histoire
Selon la tradition sumérienne, telle qu'on la trouve dans la liste royale sumérienne, Eridu est la première ville à avoir reçu la royauté, quand celle-ci, selon l’expression de ce texte, « est descendue du Ciel ». Cependant il n'est pas assuré que cette tradition ait des fondements historiques. Aux périodes historiques, cette ville n’a jamais été le siège d’un royaume puissant. Elle est en revanche une ville importante sur le plan religieux, puisque c’est la cité du grand dieu Enki/Ea, où se trouve son grand temple, l'É.ABZU, et de ce fait la ville apparaît souvent dans la littérature sumérienne. Si elle est parfois mentionnée comme un port important, Eridu n’est cependant pas située au bord du golfe Persique aux époques historiques, mais plutôt sur une lagune reliée à la mer.
Comme la plupart des sites de Basse Mésopotamie, Eridu fut abandonné dans le courant des XVIIIe et XVIIe siècles av. J.-C., et ne fut plus le lieu d’une occupation importante par la suite. Des traces d'occupation des époques d'Isin-Larsa, de la dynastie kassite, puis de l'époque néo-babylonienne ont été repérées à la surface de différents tells situés sur le site. Nabuchodonosor II de Babylone y restaura le sanctuaire d'Enki au début du VIe siècle av. J.-C.

## Recherches archéologiques
Le site a été prospecté par John George Taylor en 1854 et par Reginald Campbell Thompson en 1918, puis H. R. Hall en 1919. Des fouilles plus complètes ont été effectuées entre 1946 et 1950 par le service des antiquités de l’Irak, sous la direction de Fuad Safar, assisté par S. Lloyd à partir de 1948. Eridu n’a pas livré d’important matériel épigraphique. Les fouilles ont repris sous la direction de l'Université de Strasbourg et l'Université de Rome « La Sapienza » depuis 2018,.

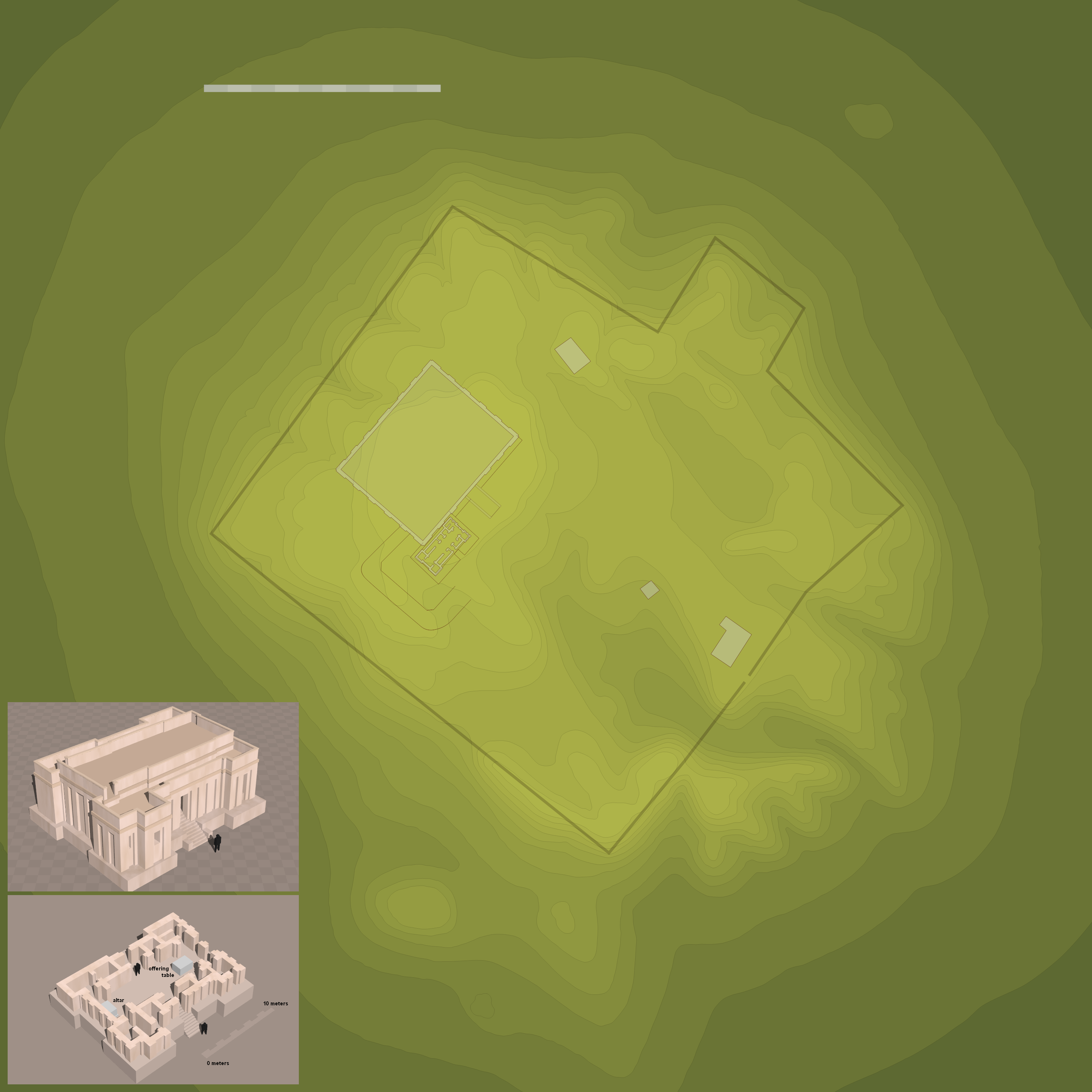
Plan de la zone sacrée d'Enki à Eridu, avec son temple et sa ziggurat.

C’est autour de la zone sacrée, située au centre du tell, que se sont concentrées les fouilles. Ce secteur était ceint d'une muraille intérieure quadrangulaire de 400 × 300 mètres de côté. On y a repéré 19 niveaux archéologiques, ce qui a permis la constitution d’une longue séquence chronologique importante pour notre connaissance de la protohistoire du sud mésopotamien. Les découvertes se sont essentiellement concentrées dans le secteur du temple d'Eridu, qui présente le plus ancien exemple d'architecture monumentale dans le Sud mésopotamien, remontant aux débuts de l'époque d'Obeid (début du Ve millénaire av. J.-C.). Un sondage réalisé en un point du site (« Hut Sounding ») a permis de préciser la séquence archéologique allant de l'époque d'Obeid jusqu'aux Dynasties archaïques (IIIe millénaire av. J.-C.). Par ailleurs, un cimetière de la fin de l'Obeïd a été exploré au nord-ouest du site par les équipes irakiennes.

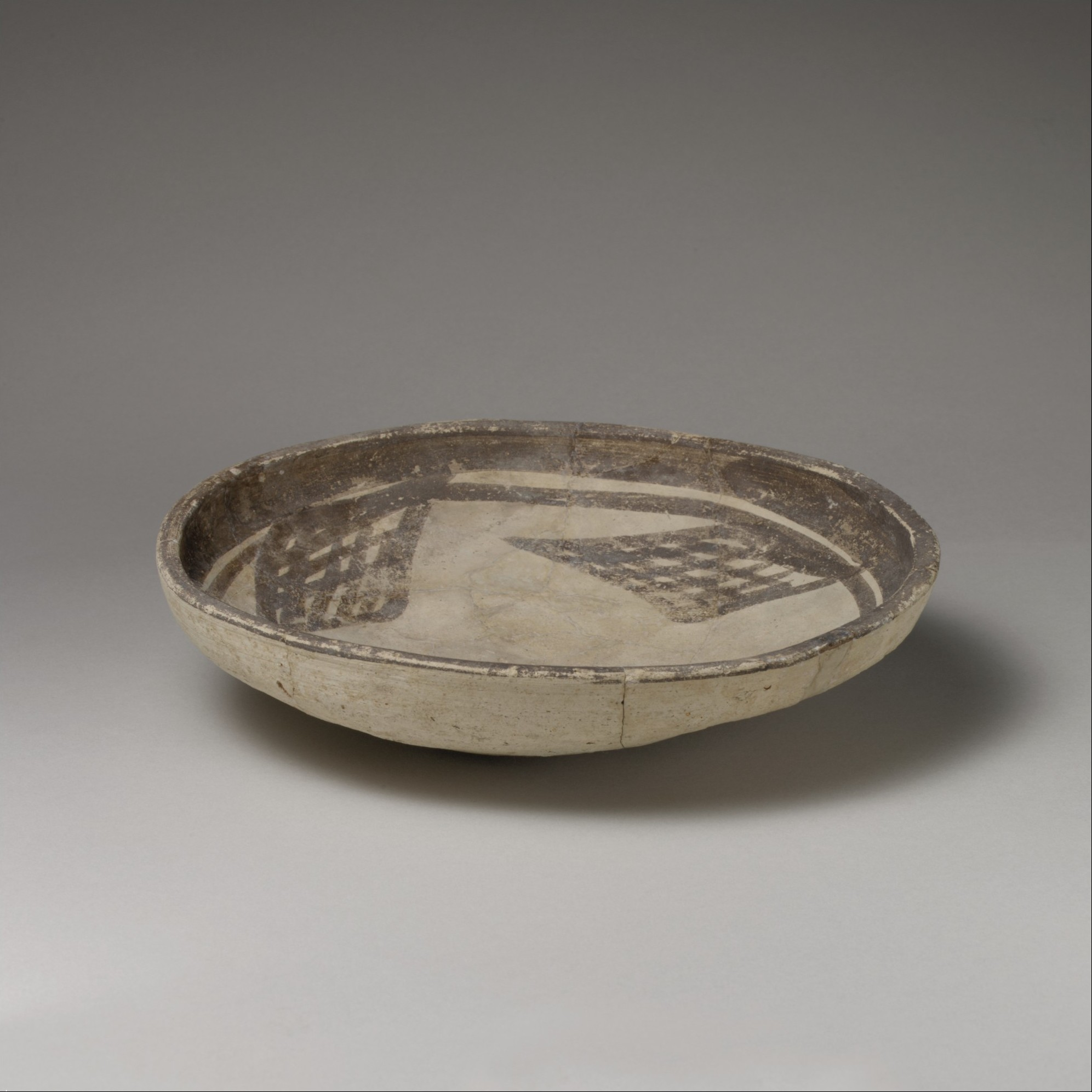
Bol en céramique de la période d'Obeïd, retrouvé à Eridu lors des fouilles de 1947-1948

J. Oates a identifié sur ce site les principales phases de la période d'Obeid : les niveaux les plus anciens, XIX à XV, correspondent à la période 1 (ou période d'Eridu) ; la période suivante, Obeid 2 ou Hajji Mohammad, va des niveaux XIV à XII ; l'Obeid 3 (ou Obeid à proprement parler), des niveaux XI à VIII ; et l'Obeid 4 (ou Obeid tardif), des niveaux VII à VI.
Sur le tell principal, dans la zone sacrée, a été mise au jour une séquence de quatorze « temples » sur terrasse superposés au cours du temps, témoignant d’une grande continuité sur une période très longue, depuis l'époque d'Obeid jusqu'à la fin de la période d'Uruk, donc d'environ 5000 à 3000 av. J.-C. C’est un des exemples les plus remarquables du développement progressif de l’architecture monumentale en Basse Mésopotamie, en un même lieu, vu comme un signe de la continuité culturelle dans le Sud mésopotamien aux époques protohistoriques. Le « temple » le plus ancien, au niveau XVI, est un petit édifice en briques de forme rectangulaire, avec en son centre un podium ayant pu servir d'autel pour les offrandes et un autre podium situé dans une niche sur son côté nord-ouest. Les constructions suivantes reprennent un plan similaire, mais leur taille va croissante avec le temps, et des salles latérales sont ajoutées sur les deux côtés de la salle initiale, qui conserve son rôle principal, donnant ainsi à l'édifice un plan tripartite. Ses façades sont agrémentées d'un décor à niches et redans typique du Sud mésopotamien. Pour la phase finale de l'Obeid (niveau VI), de grandes quantités de restes de poissons ont été exhumées, sans doute des offrandes alimentaires destinées à la divinité de l'édifice.

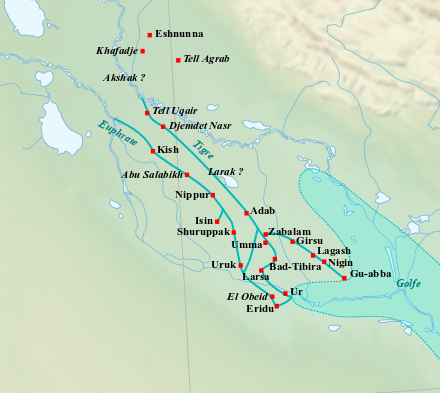
Carte des principales villes de la Basse Mésopotamie durant la période des dynasties archaïques, avec le tracé approximatif des fleuves et l'ancien trait de côte du Golfe.

La Période d'Uruk est représentée par les niveaux V à I du temple, mais les restes des édifices sont trop érodés pour avoir livré un plan compréhensible. On a en revanche trouvé un bâtiment de la fin de cette période ailleurs sur le tell. Pour le Dynastique archaïque, un palais a été retrouvé au nord du site sur un tell isolé. À la fin du IIIe millénaire av. J.-C, le roi Ur-Nammu d’Ur restaure le temple d'Enki et y adjoint une ziggurat, ayant une base rectangulaire de dimensions 61,80 sur 46,50 mètres. On parvenait à son sommet par trois escaliers, le principal étant perpendiculaire à l'édifice. Le complexe sacré d'Enki, comprenant également le temple du dieu et des dépendances, était entouré d'une enceinte. Sur le tell nord se trouvait à cette même période un édifice palatial, en fait divisé en deux bâtiments, un au nord et un au sud, plus imposant, que pourraient être selon les fouilleurs du site les résidences respectives des grands prêtres de la déesse Damgalnunna et du dieu Enlil.

#### Bases de données et dictionnaires
- Ressource relative à la géographie :   - Digital Atlas of the Roman Empire
- Ressource relative à l'architecture :   - Liste du patrimoine mondial
- Ressource relative à la bande dessinée :   - Comic Vine
- Ressource relative aux beaux-arts :   - Grove Art Online
- Notices dans des dictionnaires ou encyclopédies généralistes :   - Britannica
  - Den Store Danske Encyklopædi
  - Dizionario di Storia
  - Enciclopedia italiana
  - Gran Enciclopèdia Catalana
  - Internetowa encyklopedia PWN
  - Nationalencyklopedin
  - Treccani
  - Universalis
- Notices d'autorité :   - VIAF
  - IdRef
  - Israël
  - Tchéquie